# HD 215456
HD 215456 — звезда, которая находится в созвездии Журавля на расстоянии около 123,9 световых лет от Солнца. Вокруг звезды обращаются, как минимум, две планеты.

## Характеристики
HD 215456 представляет собой жёлтый карлик 6,63 видимой звёздной величины; впервые в астрономической литературе упоминается в каталоге Генри Дрейпера, изданном в начале XX века. Возраст звезды оценивается приблизительно в 7 миллиардов лет.

## Планетная система
В 2011 году калифорнийской группой астрономов, работающих со спектрографом HARPS, было объявлено об открытии двух планет в системе: HD 215456 b и HD 215456 c. Обе они представляют собой газовые гиганты, имеющие массу, приблизительно равную массе Нептуна и Сатурна. HD 215456 b  обращается очень близко к родительской звезде — на расстоянии 0,6 а.е., совершая полный оборот за 192 суток.
Орбита HD 215456 c лежит значительно дальше — на расстоянии 3,39 а.е. от звезды. Год на ней длится около 2277 суток. Открытие обеих планет было совершено методом доплеровской спектроскопии. Общее время наблюдений составило 2615 суток. Ниже представлена сводная таблица их характеристик.